# Morales de Rey
Morales de Rey (hiszp. Morales del Rey) – gmina w Hiszpanii, w prowincji Zamora, w Kastylii i León, o powierzchni 20,14 km². W 2011 roku gmina liczyła 669 mieszkańców.